# Acute Toxicity Estimates
Der Schätzwert Akuter Toxizität (englisch Acute Toxicity Estimates, ATE) dient zur Festlegung und Berechnung in die Gefahrenkategorien und Gefahrenklassen der akuten Toxizität nach GHS/CLP.
Grundlage für den ATE-Wert ist die Verwendung bekannter LD50- oder LC50-Werte und eine entsprechende Umrechnung.
Mit dem ATE-Wert lassen sich die Eigenschaften über die akute Toxizität beispielsweise innerhalb einer Lieferkette besser kommunizieren.
Der ATE stellt einen Schätzwert dar und ist kein Prüfergebnis.

## Festlegung des ATE-Wertes für Reinsubstanzen

### Bei bekannter akuter Toxizität
Ist die akute Toxizität nach den Kriterien des GHS bzw. der CLP bekannt (z. B. durch Prüfergebnisse), erfolgt die Festlegung eines Schätzwertes anhand einer Bewertung der vorliegenden Daten mittels wissenschaftlichen Sachverstandes (Verordnung (EG) Nr. 1272/2008 des Europäischen Parlaments und des Rates über die Einstufung, Kennzeichnung und Verpackung von Stoffen und Gemischen, Art. 5 i. V. m. Anh. I, Absch. 3.1.2.2.1). Der Anwender kann demnach aus mehreren Prüfergebnissen auswählen oder diese in einer Bewertung zusammenfassen. Dabei muss eine eventuelle Mindest- oder Legaleinstufung eines Stoffes als zusätzliche Randbedingung berücksichtigt werden.
Die Festlegung der Kategorie der akuten Toxizität erfolgt anhand des ATE-Wertes nach folgender Tabelle:
| Expositionsweg               | Kategorie 1 | Kategorie 2      | Kategorie 3      | Kategorie 4        | Kategorie 5 nur GHS |
| ---------------------------- | ----------- | ---------------- | ---------------- | ------------------ | ------------------- |
| oral (mg/kg Körpergewicht)   | ATE ≤ 5     | 5 < ATE ≤ 50     | 50 < ATE ≤ 300   | 300 < ATE ≤ 2000   | 2000 < ATE ≤ 5000   |
| dermal (mg/kg Körpergewicht) | ATE ≤ 50    | 50 < ATE ≤ 200   | 200 < ATE ≤ 1000 | 1000 < ATE ≤ 2000  | 2000 < ATE ≤ 5000   |
| Gase (ppmV)                  | ATE ≤ 100   | 100 < ATE ≤ 500  | 500 < ATE ≤ 2500 | 2500 < ATE ≤ 20000 |                     |
| Dämpfe (mg/l)                | ATE ≤ 0,5   | 0,5 < ATE ≤ 2    | 2 < ATE ≤ 10     | 10 < ATE ≤ 20      |                     |
| Stäube und Nebel (mg/l)      | ATE ≤ 0,05  | 0,05 < ATE ≤ 0,5 | 0,5 < ATE ≤ 1    | 1 < ATE ≤ 5        |                     |

Stoffe, welchen bereits eine Gefahrenkategorie durch Legal- oder Mindesteinstufung zugewiesen wurde, kann also lediglich ein Schätzwert der akuten Toxizität zugewiesen werden, welcher innerhalb der Vorgaben der Tabelle 3.1.1. liegt.
Die Einstufung in die Gefahrenkategorie 5 erfolgt vor allem durch Extrapolation, Schätzung, Erfahrung und durch Expertenurteil. Es wird davon abgeraten, Tierversuche in diesem Bereich durchzuführen.

### Bei bekannter Gefahrenkategorie
Ist nur die Gefahrenkategorie für einen Stoff bekannt, aber keine genauen Werte für die akute Toxizität (z. B. Prüfergebnisse), so werden folgende ATE-Werte für die Berechnung der Einstufung eines Gemisches herangezogen.
| Expositionsweg               | Kategorie 1 | Kategorie 2 | Kategorie 3 | Kategorie 4 | Kategorie 5 nur GHS |
| ---------------------------- | ----------- | ----------- | ----------- | ----------- | ------------------- |
| oral (mg/kg Körpergewicht)   | ATE = 0.5   | ATE = 5     | ATE = 100   | ATE = 500   | ATE = 2500          |
| dermal (mg/kg Körpergewicht) | ATE = 5     | ATE = 50    | ATE = 300   | ATE = 1100  | ATE = 2500          |
| Gase (ppmV)                  | ATE = 10    | ATE = 100   | ATE = 700   | ATE = 4500  |                     |
| Dämpfe (mg/l)                | ATE = 0.05  | ATE = 0.5   | ATE = 3     | ATE = 11    |                     |
| Stäube und Nebel (mg/l)      | ATE = 0.005 | ATE = 0.05  | ATE = 0.5   | ATE = 1.5   |                     |

Diese ATE-Werte stellen keine Prüfergebnisse dar und stehen nur bedingt diesen gleich.

## Berechnung des ATE-Wertes von Gemischen
Der ATE-Wert {\displaystyle \mathrm {ATE} _{\mathrm {mix} }} eines Gemisches lässt sich aus den ATE-Werten seiner Bestandteile berechnen. Sei {\displaystyle N=n+m} die Anzahl der toxisch relevanten Bestandteile, davon {\displaystyle n} die Anzahl mit bekanntem ATE-Wert und {\displaystyle m} die mit unbekanntem ATE-Wert. Weiterhin seien {\displaystyle C_{1}\ldots C_{n}} die Konzentrationen der Bestandteile mit den jeweiligen bekannten ATE-Werten {\displaystyle \mathrm {ATE} _{1}\ldots \mathrm {ATE} _{n}} sowie {\displaystyle C_{n+1}\ldots C_{N}} die Konzentrationen der Bestandteile mit unbekanntem ATE-Wert. Die Konzentrationen {\displaystyle C_{i}} sind dabei als Massenprozent (% w/w) oder Volumenprozent (% v/v) anzugeben. Ist die Gesamtkonzentration der Bestandteile, über die keine Information zu ihrer akuten Toxizität vorliegt in einem Gemisch nicht größer als zehn Prozent, also
{\displaystyle \sum _{i=n+1}^{N}C_{i}\leq 10\,\%}
gilt für den ATE-Wert des Gemisches folgende Formel:
{\displaystyle {\frac {100\,\%}{\mathrm {ATE} _{\mathrm {mix} }}}=\sum _{i=1}^{n}{\frac {C_{i}}{\mathrm {ATE} _{i}}}}.
Ist die Gesamtkonzentration der Bestandteile unbekannter akuter Toxizität in einem Gemisch größer als zehn Prozent, also
{\displaystyle \sum _{i=n+1}^{N}C_{i}>10\,\%}
ist folgende Formel anzuwenden:
{\displaystyle {\frac {100\,\%-\sum _{i=n+1}^{N}C_{i}}{\mathrm {ATE} _{\mathrm {mix} }}}=\sum _{i=1}^{n}{\frac {C_{i}}{\mathrm {ATE} _{i}}}}.